# California (Maryland)
California es un lugar designado por el censo ubicado en el condado de Saint Mary en el estado estadounidense de Maryland. En el Censo de 2010 tenía una población de 11857 habitantes y una densidad poblacional de 305,53 personas por km².

## Geografía
California se encuentra ubicado en las coordenadas 38°17′51″N 76°29′32″O / 38.29750, -76.49222. Según la Oficina del Censo de los Estados Unidos, California tiene una superficie total de 38.81 km², de la cual 33.09 km² corresponden a tierra firme y (14.74%) 5.72 km² es agua.

## Demografía
Según el censo de 2010, había 11857 personas residiendo en California. La densidad de población era de 305,53 hab./km². De los 11857 habitantes, California estaba compuesto por el 70.67% blancos, el 18.29% eran afroamericanos, el 0.46% eran amerindios, el 4.58% eran asiáticos, el 0.09% eran isleños del Pacífico, el 1.6% eran de otras razas y el 4.31% pertenecían a dos o más razas. Del total de la población el 5.72% eran hispanos o latinos de cualquier raza.